# Haliclona bilamellata
Haliclona bilamellata är en svampdjursart som beskrevs av Burton 1932. Haliclona bilamellata ingår i släktet Haliclona och familjen Chalinidae. Inga underarter finns listade i Catalogue of Life.